# Aventures à l'aéroport
Aventures à l'aéroport (Abenteuer Airport) est une série télévisée allemande en douze épisodes de 45 minutes, diffusée entre le 9 septembre et le 19 novembre 1990 sur le réseau ARD.
En France, la série a été diffusée à partir du 6 avril 1991 sur TF1.

## Synopsis
Cette série met en scène l'équipe chargée de la sécurité de l'aéroport de Düsseldorf.

## Distribution
- Hansjörg Felmy : Charlie Kapitzky
- Ezard Haußmann (de) : Carsten Wolf
- Claudia Wedekind (de) : Vera Wolf
- Martin May : Kai Wolf
- Beatrice Kessler (de) : Dr Hanna Giese
- Peter Matić : Pater Parella
- Friedrich-Karl Praetorius (de) : Ronny Moosbacher
- Charles Brauer : Bronnen
- Heinz Hoenig

## Épisodes
1. Titre français inconnu (Doppeltes Spiel)
2. Titre français inconnu (Der Coup)
3. Titre français inconnu (Das Attentat)
4. Titre français inconnu (Ein Koffer voller Dollar)
5. Titre français inconnu (Mogadischu-Mann)
6. Titre français inconnu (Weißes Gift)
7. Titre français inconnu (Der letzte Flug)
8. Titre français inconnu (Diamantenlady)
9. Titre français inconnu (Alte Freundschaft)
10. Titre français inconnu (Notlandung)
11. Titre français inconnu (Die lange Nacht)
12. Titre français inconnu (Rettungsflug)